# 남산초등학교 (강릉시)
남산초등학교는 대한민국 강원특별자치도 강릉시에 있는 공립 초등학교이다.

## 학교 연혁
- 1983년 4월 20일 개교
- 1991년 3월 1일 병설유치원 개원
- 1999년 12월 30일 6개 교실 증축
- 2009년 3월 1일 제11대 이규환 교장 부임
- 2011년 2월 11일 제28회 졸업식(누계 5,082명)

## 참고 자료
- 남산초등학교 - 한국교육학술정보원 학교알리미